# 矢內原忠雄
矢内原忠雄（日语：／，1893年1月27日—1961年12月25日）是一位日本的經濟學者兼殖民政策學者。其於1951年12月到1957年12月任東京大学總長（校長）；亦是日本學士院會員；獲頒正三位勲一等瑞寶章。

## 生涯

### 青年時期
1893年1月27日，矢內原忠雄出生於日本四國地區愛媛縣越智郡富田村；其父曾到京都府學習近代西方醫學，是愛媛縣內第一位西醫。11歲時讀神戶小學校高等科（高等小學），隔年考上兵庫縣立神戶中学校（兵庫縣立神戶高等学校的前身，當時是5年制中學男校）。
1910年，考上舊制第一高等學校（今東京大學教養學部），在學長川西介紹下參加校長新渡戶稻造舉辦的讀書會；隔年參加內村鑑三每週日於自宅舉行的聖經研究會，後來並終身信仰其所提倡的基督教無教會主義。 
1913年9月，進入東京帝國大學法科就讀，受新渡戶影響攻讀經濟學並鑽研政治學。就讀期間新渡戶稻造到東京帝大法科擔任「殖民政策講座」之教授。

### 壯年時期
1916年，大學畢業後，任職住友集團旗下的「別子鑛業所」；1920年3月，任東京帝大經濟部助教授，10月奉命到歐美留學，在倫敦湯恩比館（Toynbee Hall）和倫敦政治經濟學院等機構就讀；1923年2月回國，同年8月升任教授，接任新渡戶教授之「殖民政策」課程。
在海外留學過程中，他考察了西方帝國主義的殖民統治問題，並以社會科學立場而非擴大日本帝國版圖或勢力的角度進行分析，同時也以基督教之精神關懷殖民地社會的壓迫與剝削，提倡讓被殖民者獲得更公平合理的待遇。
1920年，受马克思主义影響，對資本主義的發展及日本帝國主義的發展策略、殖民統治提出批判意見。其擔任教學時採用亞當‧史密斯（Adam Smith）《國富論》、李嘉圖（David Ricardo）《經濟學原理》、列寧（Vladimir Lenin）《帝國主義論》等西方近代經濟學之理論，其中他大致以英國經濟學家霍布遜(J. A. Hobson)《帝國主義論》認為帝國主義因為尋求商品的市場需爭奪殖民地作為其殖民地研究的觀點。
1926年（昭和元年），臺灣總督伊澤多喜男轉任東京市長；矢內原發表〈兩百萬市民與四百萬島民〉文章到《帝國大學報》發表，批評臺灣總督府的專制。
1927年（昭和二年）3月至4月，他前往臺灣進行私人實地調查；考察範圍遍及臺北、桃園、角板山、臺中、東勢、竹山、嘉義、臺南、高雄、屏東、新竹、宜蘭、花蓮港、臺東等地。他參觀了工廠、農場、學校、原住民社區等，並透過蔡培火會見臺灣民眾的意見領袖，但他於公開演講時除遭日本警察監視外，亦遭激進團體「無產青年團體」阻礙；他們認為林獻堂、蔡培火所推行的民族解放運動，無法撼動台灣總督府的專制統治。
回到日本後，他在《帝國大學報》發表〈在臺灣的政治自由〉一文，批評臺灣缺乏政治自由及言論機關：臺灣人沒有自己發行的報紙，連臺灣人在東京發行的《臺灣民報》也不許將發行地點移到臺灣；此外，他表示「不知專政政治為何物的人，應該要去臺灣看看」。
1937年（昭和十二年），盧溝橋事變發生，他在《中央公論》發表〈國家的理想〉，說明國家的理想在於主持正義、使弱者的權利免於強者侵害壓迫；同年12月，在東京帝大的辭職告別演講中，他在台上大喊「為要活出日本的理想，請先把這個國家埋葬掉吧」。
1945年11月，恢復東京大學教授職位；1946年8月，任東京大學社會科學研究所初代所長；1947年，得東京大學經濟學博士學位；1948年，當選經濟學部長（經濟學院院長）；1949年，任教養學部初代部長；1951年，任東京大學第16代總長（第16任校長），至1957年止共做2任6年；1952年，發生學生劇團公演時遭便衣警察在學校内進行調查（东大泼泼罗案件），他表示堅守大學自治與學問自由之立場。

### 晩年
1958年，獲得名譽教授稱號；1961年，胃癌病逝，享年68歲。
東京大學駒場校區設有矢内原門，附近設有「矢内原公園」。日本歷史學家家永三郎讚譽為「日本人的良心」。台灣作家林深靖讚譽為「雖然不是馬克思主義者，但是他耿介不屈，『以骨頭為筆，以血汗為墨』，堅決反對日本當局武力侵華；即使因此得罪當道、被硬生生剝奪教職，他還是一以貫之，這是傳統大儒的風骨」。

## 著作
- 基督者的信仰 聖書研究社 1921
- 英国殖民省に就て 拓殖局 1921
- 植民政策講義案 有斐閣 1925
- 植民及植民政策 有斐閣 1926
- 植民政策的新基調 弘文堂書房 1927
- 人口問題 岩波書店1928
- 帝國主義下的臺湾 岩波書店 1929 「矢内原忠雄「帝国主義下の台湾」精讀」岩波現代文庫
- マルクス主義と基督教 一粒社 1932　のち角川文庫
- 満洲問題 岩波書店 1934
- 南洋群島の研究 岩波書店 1935
- 民族と平和 岩波書店 1936
- 帝国主義下の印度 経済特殊研究叢書 大同書院 1937
- 余の尊敬する人物 岩波新書 1940
- イエス伝講話 マルコ伝による 嘉信社 1940
- 山上垂訓講義 向山堂書房 1941
- 訣別遺訓講義 ヨハネ伝による 嘉信社 1943
- アウグスチヌス「告白」講義 教文館 1943　のち講談社学術文庫
- 日本精神と平和国家 岩波新書 1946
- 日本の傷を医す者 白日書院 1947
- 内村鑑三と新渡戸稲造 日産書房 1948
- 帝国主義研究 白日書院 1948
- 聖書の平和思想とリンコーン 高木八尺共著 岩波書店 1948 (新渡戸博士記念講演)
- 聖書講義 第1-9 角川書店 1948-59
- 続余の尊敬する人物 岩波新書 1949
- キリストの生涯 嘉信社 1949.2
- 講和問題と平和問題 河出書房 1950
- 大学について 東京大学出版会 1952
- キリスト教入門 角川新書 1952
- 日本のゆくえ 東京大学出版会 1953
- 銀杏のおちば 東京大学出版会 1953
- 国際経済論 楊井克己共著 弘文堂 1955 (経済学全集)
- 主張と随想 世界と日本と沖繩について 東京大学出版会 1957
- 私の歩んできた道 東京大学出版会 1958
- 政治と人間 民主化と人間形成のために 東京大学出版会 1960
- 人生と自然 東京大学出版会 1960
- 教育と人間　民主主義と平和のために 東京大学出版会 1961
- 内村鑑三とともに 東京大学出版会 1962
- 『矢内原忠雄全集』全29巻（岩波書店、1963-64年）

## 翻譯
- 約伯記 向山堂書房 1935
- 以賽亞書 向山堂 1936
- 奉天三十年 Dugald Christie 岩波新書 1938
- 武士道 新渡戶稻造 岩波文庫 1938
- 帝国主義論 John Atkinson Hobson 岩波文庫 1951

## 著書漢語譯本
- 《日本帝國主義下之台灣》有台灣陳茂源（門下生）、周憲文、林明德和中國楊開渠等漢譯本。
- 《聖經》研究系列著作有台灣郭維租（門下生）、涂南山、蔡信重、鄭廷憲等的漢譯。
- 岩波茂雄委約撰寫的《我所尊敬的人物》和譯作《奉天三十年》有學生郭維租的漢譯。
- 自老師新渡戶稻造英語原著編譯的《武士道》日本語版有台灣蘇癸珍、管仁健、林水福和中國商務印書館的張俊彥等多種漢譯本。